# Teudas

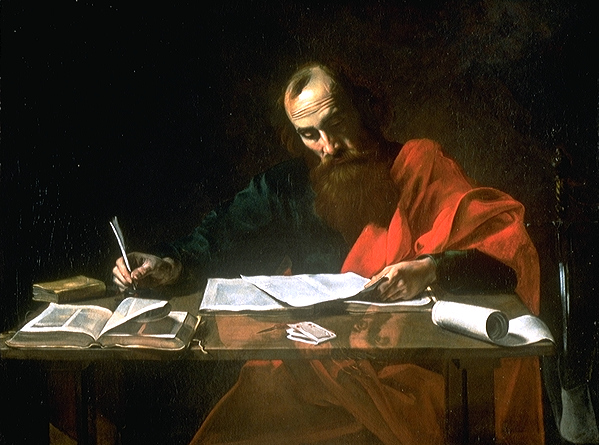
San Pablo escribiendo sus epístolas. Teudas era, según Clemente de Alejandría, discípulo del apóstol Pablo y confirmado por el gnóstico Valentín como su propio maestro.

Teudas o Teodas (ca. 110) fue discípulo del apóstol Pablo y reconocido por el gnóstico Valentín como su propio maestro, tal como reseña Clemente de Alejandría en sus Stromata:

Del mismo modo ellos [los gnósticos valentinianos] alegan que Valentino era discípulo de Teudas. Y éste, discípulo de Pablo [el Apóstol].
Clemente de Alejandría, Stromata, VII, 17, 106, 4.

Con ello, Valentín y sus continuadores valentinianos querían significar que sus enseñanzas esotéricas procedían de la tradición apostólica. La alusión a la «...sabiduría de Dios en misterio, la sabiduría oculta...» mencionada en la primera carta de Pablo a los corintios, podría ser un testimonio de estas enseñanzas. Aunque se desconocen datos biográficos sobre Teudas, algunos estudios sugieren su posible origen sirio y que el encuentro con Valentín  tuviera lugar posiblemente en Alejandría, .